# Mayte Martínez

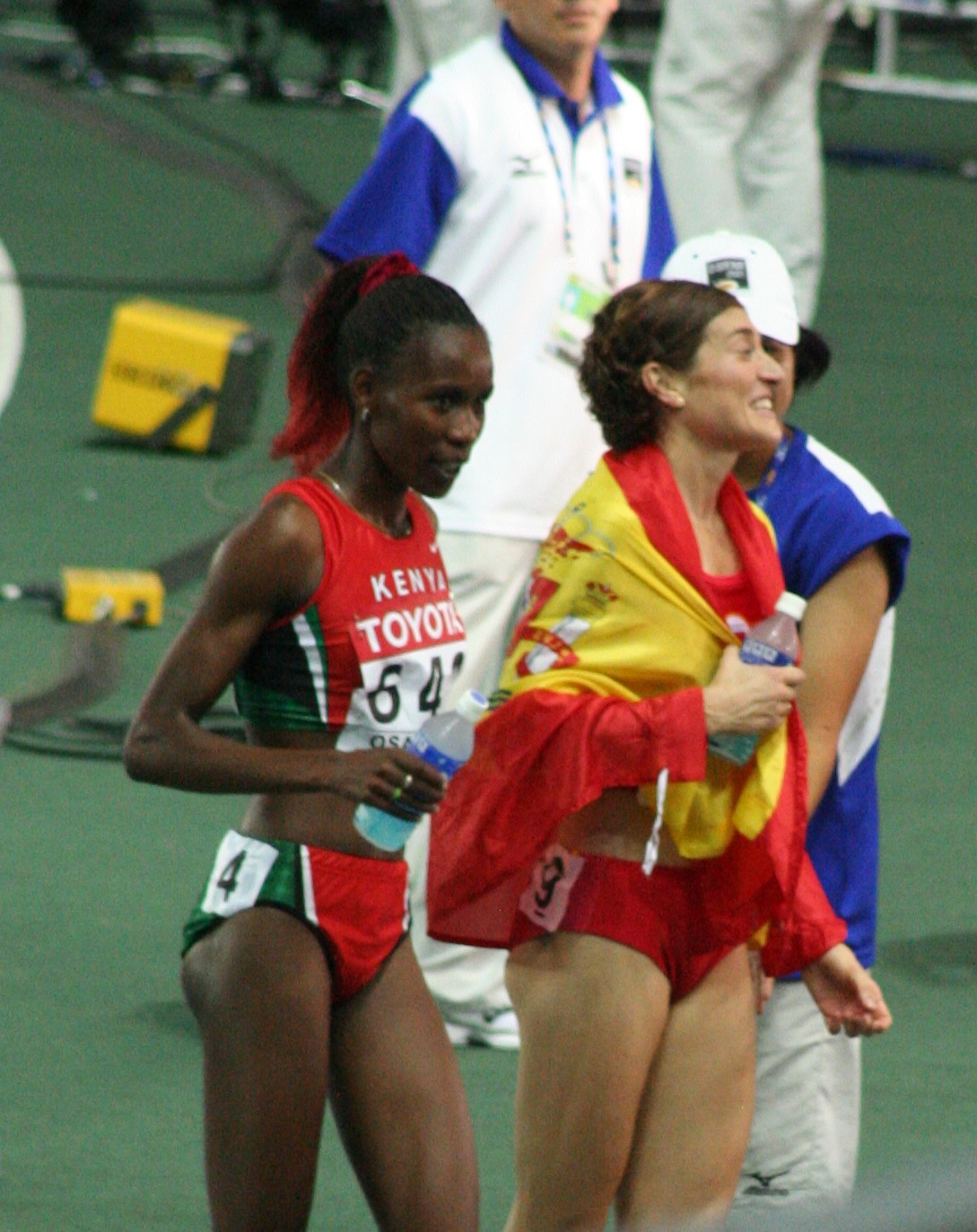
Mayte Martínez viert haar bronzen plak tijdens WK van 2007 in Osaka.

María Teresa (Mayte) Martínez Jiménez (Valladolid, 17 mei 1976) is een voormalige Spaanse atlete, die gespecialiseerd was in de 800 m. Ze nam tweemaal deel aan de Olympische Spelen. Beide keren sneuvelde ze in de halve finale. Met een tijd van 1.57,62 heeft ze het Spaanse indoorrecord in handen. Bovendien is zij op de 1000 m zowel in- als outdoor Spaans recordhoudster.

## Biografie

### Eerste successen
Nadat zij reeds in 1993, nauwelijks zeventien jaar oud, op de 800 m haar eerste nationale titel bij de junioren had behaald, duurde het tot het jaar 2000, voordat Martínez definitief doorbrak. In dat jaar veroverde zij, eveneens op de 800 m, haar eerste nationale titel bij de senioren. Vervolgens werd zij uitgezonden naar de Olympische Spelen in Sydney, waar zij in de eerste ronde van de 800 m indruk maakte door haar serie te winnen in 1.59,60. Hiermee dook zij niet alleen zelf voor het eerst in haar loopbaan onder de twee minuten, zij behoorde er ook mee tot de zeven atletes die dat in de series hadden gepresteerd. Die vorm kon zij in haar halve finale niet vasthouden, want daarin eindigde achter Maria Mutola (winnares in 1.58,86) als achtste en laatste in 2.03,27.
Een jaar later lukte het haar wel om zich te kwalificeren voor een finale. Op de wereldkampioenschappen in Edmonton werd zij op de 800 m zevende in 2.00,09.

### Zilver op EK en brons op WK indoor
Haar grootste succes op een internationaal kampioenschap boekte Mayte Martínez op de Europese kampioenschappen van 2002 in München. Ze werd er tweede achter de Sloveense Jolanda Čeplak (eerste in 1.57,65) in 1.58,86, een verbetering van haar PR-prestatie. Ze bevestigde haar goede vorm enkele weken later op de Weltklasse Zürich Meeting, waar zij haar PR op de 800 m met 1.58,29 verder naar beneden toe bijstelde.
Op de wereldindoorkampioenschappen in Birmingham slaagde zij het jaar daarop in om opnieuw eremetaal te veroveren. Achter Maria Mutola (eerste in 1.58,94) en Stephanie Graf (tweede in 1.59,39) werd Martínez derde in 1.59,53, een Spaans indoorrecord.

### Tegenvaller in Athene
Haar optreden op de 800 m tijdens de Olympische Spelen van 2004 in Athene was vrijwel een kopie van de Spelen vier jaar daarvoor. Nadat zij zich in de series direct had geplaatst voor de volgende ronde, kwam zij er in haar halve finale opnieuw niet aan te pas en eindigde zij daarin alweer als achtste en laatste, in vrijwel dezelfde tijd, 2.03,30, als in Sydney ook nog.
In 2005 had Martínez zich van de teleurstelling in Athene hersteld. Ze werd tweede op de 800 m op de Europese indoorkampioenschappen in Madrid en vijfde op de WK in Helsinki.

### Brons op WK
Nadat Mayte Martínez op de EK van 2006 in Göteborg weer tegenvallend zevende was geworden, hervond ze haar sterkte. Op de WK van 2007 in Osaka zat ze op de 800 m bij het ingaan van de laatste ronde nog samen met de Marokkaanse Hasna Benhassi in de staart van het veld. Hierna maakten beiden hun opmars naar voren. Hasna Benhassi werd tweede in 1.56,99 en Martínez veroverde het brons in de persoonlijke recordtijd van 1.57,62. De Afrikaanse kampioene Janeth Jepkosgei uit Kenia werd wereldkampioene in 1.56,04.

### Buiten de medailles
In 2008 nam Martínez deel aan de WK indoor in Valencia. In een race, waarin de eerste 400 meter werd geboemeld (ruim 63 seconden), werden in het tweede deel de kaarten geschut, wat leidde tot de verrassende winst in 2.02,77 van de Australische Tamsyn Lewis. In het eindsprintgeweld kon de Spaanse weliswaar goed meekomen, maar Tetjana Petljoek (2e in 2.02,66) en Maria Mutola (3e in 2.02,97) hielden haar van eremetaal af. Martínez werd vierde in 2.03,15.
Een jaar later was Mayte Martínez op de WK in Berlijn op de 800 m een van de 'slachtoffers' van de ontketende, maar omstreden Zuid-Afrikaanse Caster Semenya. Hoewel de Spaanse met 1.58,81 haar beste seizoensprestatie leverde, kwam zij er in die messcherpe finale toch niet verder mee dan een zevende plaats, overigens in precies dezelfde tijd als de als zesde geklasseerde Italiaanse Elisa Cusma Piccione.
Het laatste grote toernooi waaraan Martínez deelnam waren de EK van 2010 in Barcelona waar zij, net als op de EK van vier jaar ervoor, op de 800 m zevende werd in de finale. Jaren later werd deze plaats opgewaardeerd naar een zesde, nadat was gebleken dat winnares Maria Savinova doping had gebruikt.

### Einde atletiekloopbaan
In september 2012 kondigde Mayte Martínez, daartoe gedwongen door een slepende knieblessure, haar afscheid van de topatletiek aan, maar deelde mee bij de atletiekwereld betrokken te willen blijven.

## Titels
- Spaans kampioene 400 m - 2010
- Spaans kampioene 800 m - 2000, 2001, 2002, 2004, 2005, 2006, 2007, 2009
- Spaans indoorkampioene 800 m - 2001, 2002, 2003, 2004, 2005, 2006, 2007, 2008

## Persoonlijke records
Outdoor
| Onderdeel | Prestatie    | Datum             | Plaats     |
| --------- | ------------ | ----------------- | ---------- |
| 400 m     | 53,67 s      | 1 mei 2003        | Valladolid |
| 800 m     | 1.57,62      | 28 augustus 2007  | Osaka      |
| 1000 m    | 2.33,06 (NR) | 13 september 2007 | Huelva     |
| 1500 m    | 4.05,05      | 28 augustus 2005  | Rieti      |

Indoor
| Onderdeel | Prestatie    | Datum            | Plaats     |
| --------- | ------------ | ---------------- | ---------- |
| 800 m     | 1.59,52 (NR) | 8 februari 2004  | Gent       |
| 1000 m    | 2.38,80 (NR) | 24 februari 2005 | Madrid     |
| 1500 m    | 4.09,18      | 3 maart 2007     | Birmingham |

## Palmares

### 800 m
Kampioenschappen
- 2000:  Ibero-Amerikaanse kamp. - 2.04,02
- 2000:  Spaanse kamp. - 2.06,55
- 2000: 8e in ½ fin. OS - 2.03,27 (in serie 1.59,60)
- 2001:  Spaanse indoorkamp. - 2.08,56
- 2001:  Europacup B in Vaasa - 2.03,91
- 2001:  Spaanse kamp. - 2.01,84
- 2001: 7e WK - 2.00,09
- 2002:  Spaanse indoorkamp. - 2.03,32
- 2002: 4e EK indoor - 2.01,50
- 2002:  Spaanse kamp. - 2.00,51
- 2002:  EK - 1.58,86
- 2002:  Wereldbeker - 1.59,24
- 2003:  Spaanse indoorkamp. - 2.04,38
- 2003:  Europese Indoorcup - 2.03,14
- 2003:  WK indoor - 1.59,53
- 2003:  Europacup - 2.01,63
- 2004:  Spaanse indoorkamp. - 2.00,77
- 2004: 4e Europese Indoorcup - 2.01,58
- 2004:  Ibero-Amerikaanse kamp. - 2.01,39
- 2004:  Spaanse kamp. - 2.03,35
- 2004: 8e in ½ fin. OS - 2.03,30 (in serie 2.00,81)
- 2005:  Spaanse indoorkamp. - 2.04,00
- 2005:  EK indoor - 2.00,52
- 2005:  Europacup B in Gävle - 2.03,69
- 2005:  Spaanse kamp. - 2.06,55
- 2005: 5e WK - 1.59,99
- 2005:  Wereldatletiekfinale - 2.04,51
- 2006:  Spaanse indoorkamp. - 2.07,21
- 2006:  Europacup - 2.04,16
- 2006:  Spaanse kamp. - 2.07,82
- 2006: 7e EK - 2.00,10
- 2007:  WK - 1.57,62
- 2007:  Wereldatletiekfinale - 1.58,14
- 2008:  Europese Indoorcup - 2.02,57
- 2008: 4e WK indoor - 2.03,15
- 2009: 7e WK - 1.58,81
- 2009: 6e Wereldatletiekfinale - 2.00,86
- 2010: 6e EK - 1.59,97 (Na DQ Maria Savinova)(in serie 1.59,12)

Golden League-podiumplekken
- 2002:  Weltklasse Zürich – 1.58,29
- 2005:  Memorial Van Damme – 2.00,66
- 2005:  ISTAF – 2.00,52
- 2007:  Golden Gala – 1.59,74
- 2007:  Weltklasse Zürich – 2.00,42
- 2007:  ISTAF – 1.59,83
- 2009:  Golden Gala – 2.00,21

### 1500 m
- 2007: 5e EK indoor - 4.09,18

## Onderscheidingen
- Spaans atlete van het jaar - 2007
- Zilveren medaille in de Koninklijke Orde van Sportverdiensten - 2008